# 聖瑪麗球場
聖瑪麗球場是位於英格蘭東南區域漢普郡港口城市南安普敦的足球場，是南安普顿足球俱乐部的主場球場，為歐洲足協四星級球場，可以容納32,689名觀眾，是英格蘭南部除倫敦以外最大的運動場。

## 歷史
自1980年代開始，修咸頓有力在英格蘭頂級聯賽挑選當時的最佳的隊伍，更於1984年奪得聯賽亞軍，已有傳聞球會有意搬離殘破的小谷球場（The Dell）到一個新建的球場，因為舊主場位處狹窄區域而不適合進行大規模擴建工程。
當1990年1月29日《泰萊報告書》（Taylor Report）發表後，要求所有甲、乙組球場在1994年8月前改為全坐席，修咸頓的董事最初決定將小谷球場提升為全坐席球場，並於1993年完工，但改為全坐席後僅可容納稍多於15,000名觀眾，搬遷球場的傳聞仍然沒有停止。其時球隊的實力雖然大減，但仍然出人意表地於1992年在新成立的英超保持一席位。
球會嘗試在南安普敦外圍北斯托纳姆（North Stoneham）興建25,000座新球場兼休閒綜合設施，經歷漫長的申請而又最終失敗後，市議會向球會提供一幅在市中心的煤氣廠舊址興建新球場，距離小谷球場僅1.5英哩。這次搬遷被視為修咸頓重返家園，因為球會當初正是由位於附近的「聖瑪麗教堂」（St. Mary's Church）會員創立的足球隊，稱為「聖瑪麗教堂青年會」（St. Mary's Church Young Men's Association），其後更名為「修咸頓聖瑪麗足球會」（Southampton St. Mary's F.C.），最終才定名現今的修咸頓足球會。
新球場於1999年12月動工，並於2001年7月尾完成，除球場本體的建築外，亦包括改善當地的基建設施，耗資總額達到3,200萬英鎊。修咸頓於同年8月由小谷球場遷入，新球場容量比舊球場超逾一倍。2001年8月1日舉行揭幕戰，迎戰西甲的，客軍以4-3取得勝利。

## 建築

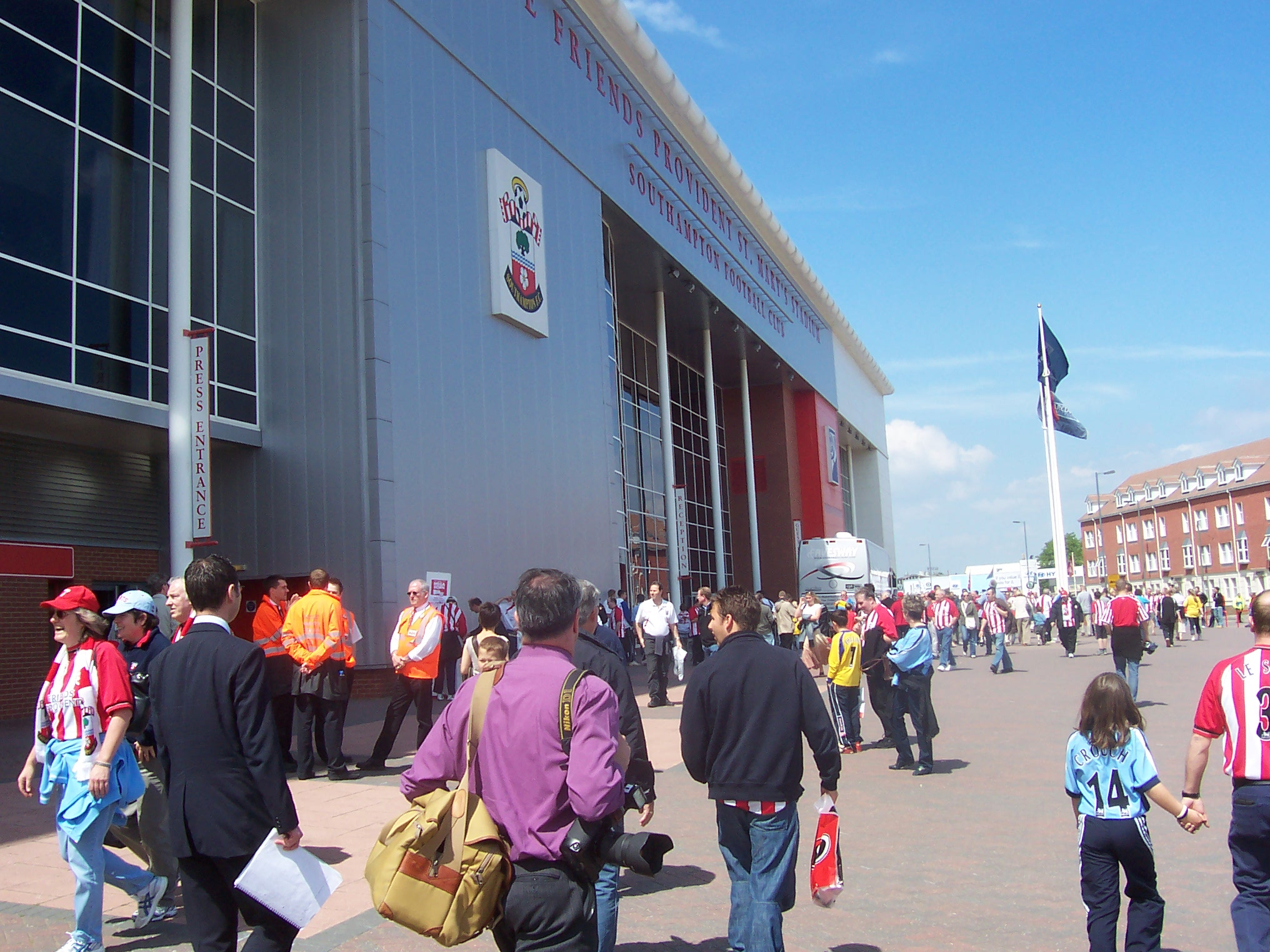
聖瑪麗球場正方立面

新球場為碗形設計，四面看台同一高度，球場球門後兩邊看台頂蓋各設有一座大屏幕，在球場內任何一個座位均可望見。
球場設有4個看台，均以其面向的南安普敦地區命名；東面主看台面對伊特辰河（River Itchen）而稱為「伊特辰看台」（Itchen Stand），對面稱為「金斯兰看台」（Kingsland Stand），南面球門後方稱為「小教堂看台」（Chapel Stand），而北面球門後則是「诺瑟姆看台」（Northam Stand）。在「小教堂看台」、「金斯兰看台」和「诺瑟姆看台」的後方是一列透明落地大玻璃，讓陽光可以射入球場的草坪。
在「伊特辰看台」後方設有43個行政廂房及警方控制室。同時亦是球會辦公室、更衣室、新聞發佈設施及商務款接廂房的所在地，其中4個主要的商務款接廂房以修咸頓的名宿命名：
- 特里·潘恩（Terry Paine）
- （Mick Channon）
- 博比·斯托克斯（Bobby Stokes）
- （Matthew Le Tissier）

「诺瑟姆看台」容納大多數最嘈吵的球迷，同時亦供作客球迷入座。作客球迷座席在盃賽最多為4,250座（總容量的15%），而在聯賽則為3,200座。

## 命名
新球場開幕時官方稱為「友誠聖瑪麗球場」（Friends Provident St. Mary's Stadium），以球隊當時主要贊助商人壽保險公司「友誠國際」（Friends Provident）命名，初時球會希望只用贊助商冠名，但在球迷壓力下加入非商業性的名稱。2006年新贊助商廉價航空公司「Flybe」決定不購買球場冠名權，球場正名為「聖瑪麗球場」（St Mary's Stadium）。

## 容量

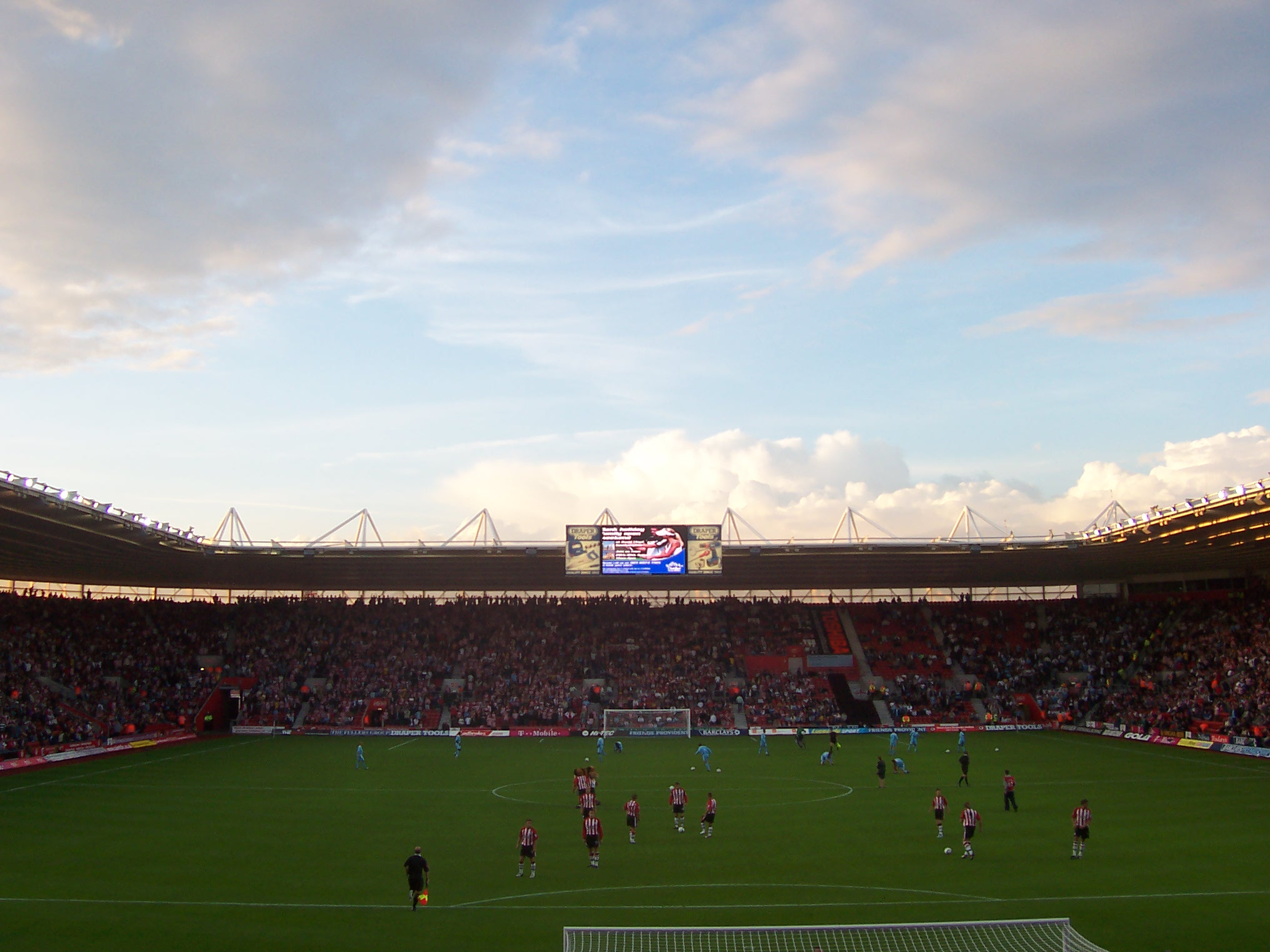
聖瑪麗球場內景

聖瑪麗球場為全坐席球場，包括媒體及董事廂房可容32,689名觀眾。由於「諾瑟姆看台」需要分隔主場及作客的球迷，故此在競爭性的賽事上不會達到最高容量。
直到現時球場的最高觀眾入場記錄是2003年12月29日由修咸頓對阿仙奴，共有32,151名球迷進場觀戰；而最低觀眾入場記錄則是修咸頓對錫菲聯，只有13,257名觀眾。
雖然2009年节礼日的英格蘭聯賽盃對吸引30,890名球迷入場觀戰，但近季修咸頓的低迷成績仍然影響球場的入座率。在2009/10年英甲球季入座率大幅提升，在英格蘭聯賽錦標對米爾頓凱恩斯吸引29,901名觀眾，而4天後在英格蘭足總盃對的「南岸打吡」（South Coast derby）又有多達31,385名球迷進場。全年的平均入場人場為20,982人，對比上季的低潮有接近3,000人的增長。

## 特德·贝茨雕像
2007年3月17日造價達到102,000英鎊紀念球會忠僕特德·贝茨（Ted Bates）的雕像正式揭幕，特德·贝茨曾在修咸頓擔任球員、領隊、董事及主席，因而被尊稱為「修咸頓先生」（Mr. Southampton）。這個11英呎高的雕像由雕塑家伊恩·布伦南（Ian Brennan）負責鑄造，豎立在「伊特辰看台」前方外面，資金半數由球迷捐獻，其餘半數由球會出資。隨即惹起修咸頓球迷嘩然，因為雕像外形不合比例之餘，亦不像球會前主席的面貎。
前主席莱昂·克劳奇（Leon Crouch）表示會與負責收取球迷捐款的「特德·贝茨基金」（Ted Bates Trust）協助籌款進行重製或補救工作，雕像於揭幕後不足一星期便被移走。新雕像於2008年3月22日重新揭幕。

## 國際賽事
聖瑪麗球場曾經舉辦一場英格蘭國家隊的國際賽事，於2002年10月的歐國盃外圍賽以2-2賽和馬其頓，碧咸與謝拉特分別為主隊取得入球，但阿倫·史密夫卻領紅牌被逐離場。而日本與尼日利亞亦曾於2001年10月7日在這裡進行友誼賽。
修咸頓取得2003/04年球季歐洲足協盃參賽資格，於2003年9月在第一圈首回合在聖瑪麗球場迎戰布加勒斯特星隊，1-1平手完場；但次回合作客0-1落敗被淘汰。自此再沒有球會級的歐洲賽事在這裡上演。
2008年2月5日聖瑪麗球場主辦英格蘭U21對愛爾蘭U21的賽事，主隊大勝3-0。2011年6月5日英格蘭U21在聖瑪麗球場與瑞典U21進行友誼賽，作為2011年歐洲U-21足球錦標賽決賽週舉行前最後一場熱身賽。

## 足球以外用途
與現時一般新建的球場相同，聖瑪麗球場亦有用作會議的場地，而週中大部分時間亦可租用款接廂房。
「诺瑟姆看台」設有「聖人學習支援中心」（Saints Study Support Centre），用以幫助學童在課餘時間學習。另外尚有「南安普敦市訓練中心」（Southampton City Training）的辦公室，是一個準市議會營運的組織以協助青年人接受職業訓練。
聖瑪麗球場亦曾舉行電影如《新鐵金剛智破皇家賭場》的首映禮，以及2005年艾爾頓·約翰及2006年邦喬飛的音樂會，邦喬飛於2008年6月11日重臨演出。
以外，聖瑪麗球場亦是「漢普郡及懷特島郡空中救援隊」（Hampshire & Isle of Wight Air Ambulance）的總部所在，救援隊於2007年成立後一直以此為基地。

## 擴建
聖瑪麗球場在有需要時可以擴建，容量可以增加到約50,000人，但擴建的費用與原先興建球場的費用大致相約。

## 外部連結
- Review St Mary's at the Football Ground Guide
- Saints Forever （页面存档备份，存于）'s guide to St Mary's
- Saints Forever （页面存档备份，存于）'s Pub Guide
- The Official Website of Southampton FC.
- Up The Saints' guide to St Mary's
- Satellite image of St Mary's Stadium from Google Maps